# Cassandra Crossing
Cassandra Crossing (titolo orig. The Cassandra Crossing) è un film catastrofico thriller del 1976 diretto da George Pan Cosmatos. Oltre ai protagonisti Sophia Loren e Richard Harris, si aggiungono altre celebrità: Ava Gardner, Martin Sheen, Burt Lancaster, Lee Strasberg, Ingrid Thulin, Alida Valli ed O. J. Simpson. Tratto dal romanzo di Robert Katz, racconta come un terrorista svedese malato contagi i passeggeri di un treno europeo, poi dirottato verso un derelitto ponte ad arco.

## Trama
Tre terroristi svedesi penetrano nei laboratori dell'OMS a Ginevra per piazzare una bomba, ma vengono fermati dalla guardia che credevano morta, che riesce invece ad ucciderne uno e a chiamare la sicurezza. Nello scontro a fuoco col personale, i due terroristi superstiti cercano rifugio in uno dei laboratori di massima sicurezza dove vengono studiati nuovi virus. Entrati nel laboratorio, uno dei due criminali viene raggiunto dai colpi di pistola delle guardie e gravemente ferito, mentre alcuni proiettili frantumano le fiale e le ampolle contenenti i virus che si riversano addosso ai due fuggiaschi. Il terrorista ferito resta disteso a terra nel laboratorio mentre l'altro riesce a fuggire e a raggiungere la stazione ferroviaria di Ginevra, dove sale a bordo del Transcontinental Express, il treno in partenza per Stoccolma.
Avendo contratto il virus, il fuggiasco muore alcune ore dopo la partenza, ma nel frattempo contagia diversi passeggeri del treno e ben presto molti di loro cominciano ad ammalarsi e a morire. Il colonnello americano McKenzie, incaricato di evitare la diffusione del virus, una volta scoperto che il terrorista si trova sul treno, comincia a organizzarsi con le autorità dei vari paesi: il convoglio inizia a essere deviato e le fermate previste vengono tutte saltate, con la polizia che presidia le stazioni; nel frattempo la dottoressa Stradner viene chiamata per aiutare i militari a gestire l'emergenza e inizia a studiare il virus; il colonnello contatta poi direttamente il treno per chiedere anche la collaborazione del dottor Jonathan Chamberlain, noto neurochirurgo che si trova a bordo. Quando il convoglio viene raggiunto da un elicottero dell'OMS, Chamberlain riesce a farvi caricare un cane, anch'esso contagiato, che viene portato così a Ginevra permettendo alla dottoressa Stradner di esaminarlo.
Nottetempo il treno giunge a Norimberga dove viene interamente sigillato e pressurizzato, e a bordo salgono anche un'équipe medica e una scorta armata in tenuta da guerra biologica; il convoglio riparte per essere quindi dirottato verso un campo di quarantena in Polonia. 
Tuttavia il mattino seguente, dopo alcune ore di viaggio, i passeggeri iniziano a dare segni di miglioramento e nel frattempo, a Ginevra, la dottoressa Stradner ne scopre la causa: il virus è infatti attaccabile dall'aria arricchita di ossigeno. Curare i passeggeri è dunque ora possibile, ma le autorità americane, anche per coprire lo scandalo che potrebbe derivare dal caso, decidono comunque di non fermare la corsa del treno mandando consapevolmente tutti i passeggeri verso una morte certa: infatti, per giungere a destinazione, il convoglio deve superare il Cassandra Crossing, un lungo ponte fatiscente, oramai dismesso da molti anni e teso su di una gola molto profonda, che quasi certamente non riuscirà a reggere il peso del treno al suo passaggio.
Ben presto però anche Chamberlain e gli altri passeggeri iniziano a essere sempre più consapevoli della loro condizione di prigionieri e, quando vengono a conoscenza della pericolosità del ponte grazie ai racconti del capotreno e del signor Kaplan (a suo tempo deportato nel lager nazista poi trasformato nel campo sanitario dove sono diretti), intuiscono le reali intenzioni dei militari americani. Chamberlain, aiutato dalla ex-moglie Jennifer, dall'ispettore Haley e altri passeggeri, organizza un piano per prendere il controllo del treno e fermarlo, riuscendo a sopraffare alcune guardie e rubando loro le armi.
Dopo che l'alpinista Robert Navarro viene ucciso dai soldati mentre tenta di raggiungere la locomotiva, passando sulle fiancate dei vagoni, Chamberlain decide di far sganciare le carrozze di 2ª classe dal resto del treno, sperando che il ponte possa sostenere una parte più leggera del convoglio. Per farlo si decide così di saturare la carrozza ristorante col gas della cucina, in modo da farla esplodere, aprendo così un buco nel pavimento, sotto il quale vi è il dispositivo di sgancio; intanto però i passeggeri sono costretti a uno scontro a fuoco coi soldati, che provoca varie vittime da entrambe le parti, tra cui l'ispettore Haley.
Alla fine il sacrificio del signor Kaplan, che fa esplodere la cucina, e la tempestiva manovra di Chamberlain salvano la vita ai passeggeri della parte posteriore del treno, sganciata e bloccata poco prima di arrivare a percorrere il ponte che, come previsto, crolla inesorabilmente sotto il peso della metà anteriore del treno provocando la morte di tutti gli occupanti.
Il colonnello McKenzie, dopo aver informato i suoi superiori del successo dell'operazione, lascia il quartier generale preso dal rimorso per il notevole numero di morti causati, ignorando che una parte dei sopravvissuti si è salvato benché ancora sotto shock. Poco dopo che McKenzie è uscito tuttavia, il maggiore Stark, suo stretto collaboratore durante l'operazione, contatta i superiori informandoli che sia il colonnello che la dottoressa Stradner sono tenuti sotto stretta sorveglianza.

## Produzione

### Cast
Oltre alla Loren ed Harris e come talora accadeva nelle produzioni internazionali di quegli anni, il film si avvale anche della partecipazione di numerosi famosi attori quali Burt Lancaster, Martin Sheen, Ava Gardner, O.J. Simpson, Ingrid Thulin, Lee Strasberg, Lionel Stander, Alida Valli ed altri. La giovane attrice Ann Turkel, che qui interpreta Susan Fairmont, all'epoca delle riprese era la moglie di Richard Harris, mentre fa un cameo anche l'attore Carlo De Mejo, figlio di Alida Valli, nei panni del terrorista che si finge un paziente in barella.

### Riprese
Parte delle riprese in esterni del film furono fatte utilizzando il viadotto di Garabit, opera di Gustave Eiffel, che varca la vallata del fiume Truyère, nel territorio di Ruynes-en-Margeride, in Francia. Le scene ambientate alla stazione di Ginevra furono in realtà girate a Basilea FFS. Le scene degli interni, comprese quelle all'interno del treno, furono girate negli stabilimenti romani di Cinecittà.
Per le riprese esterne del treno invece furono impiegati tre diversi convogli, uno composto da rotabili FFS, per la prima parte del film, uno con materiale SNCF per la seconda parte, girata appunto in Francia, e infine un treno con mezzi delle Ferrovie dello Stato Italiane per la scena ambientata a Norimberga, ma girata anch'essa a Roma, nello scalo di Roma Smistamento.

## Distribuzione
Il film venne distribuito nelle sale cinematografiche italiane il 18 dicembre 1976, mentre uscì in quelle statunitensi il 9 febbraio 1977.
In Italia ha ottenuto un ottimo successo di pubblico, classificandosi al nono posto dei film più visti della stagione cinematografica 1976-1977.